# Seznam řek v Mongolsku
Nejdelší řeky v Mongolsku (mongolsky řeka гол nebo мөрөн). Tabulka obsahuje řeky, které mají na území Mongolska délku 400 km a více a také některé kratší.

## Tabulka řek
| Poř. | Řeka         | mongolsky     | Délka km | Povodí km² | Průtok m³/s | Ústí do       | Ústí kde            |
| ---- | ------------ | ------------- | -------- | ---------- | ----------- | ------------- | ------------------- |
| 1.   | Orchon       | Орхон гол     | 1124     | 132 800    | 120         | Selenga       | ... (Mongolsko)     |
| 2.   | Cherlen      | Хэрлэн гол    | 1090     | 116 400    | ...         | Arguň         | ... (Čína)          |
| 3.   | Zavchan      | Завхан гол    | 808      | 150 000    | 60          | Chjargas núr  | ... (Mongolsko)     |
| 4.   | Túl          | Туул гол      | 704      | 53 200     | 25          | Orchon gol    | ... (Mongolsko)     |
| 5.   | Selenga      | Сэлэнгэ мөрөн | 593      | 447 000    | 310         | Bajkal        | ... (Rusko)         |
| 6.   | Tesín        | Тэсийн гол    | 568      | 33 400     | 56          | Uvs núr       | ... (Mongolsko)     |
| 7.   | Chovd        | Ховд гол      | 516      | 50 000     | 100         | Char Us núr   | ... (Mongolsko)     |
| 8.   | Egín         | Эгийн гол     | 475      | 49 100     | 100         | Selenga       | ... (Mongolsko)     |
| 9.   | Iderín       | Идэрийн гол   | 452      | 24 555     | 57          | Selenga       | ... (Mongolsko)     |
| 10.  | Delger mörön | Дэлгэр мөрөн  | 445      | 26 600     | 33          | Selenga       | ... (Mongolsko)     |
| 11.  | Chanuj       | Хануй гол     | 421      | 14 600     | 20          | Selenga       | ... (Mongolsko)     |
| 12.  | Čulút        | Чулуут гол    | 415      | 20 000     | ...         | Iderín        | ... (Mongolsko)     |
| 13.  | Uldz         | Улдз гол      | 409      | 26 900     | ...         | Barún Tar núr | ... (Rusko)         |
| 14.  | Úrín         | Үүрийн гол    | 331      | 12 300     |             | Egín          | ... (Mongolsko)     |
| 15.  | Eröö         | Эрөө гол      | 323      | 12 000     |             | Orchon        | ... (Mongolsko)     |
| 16.  | Onon         | Онон гол      | 298      | 96 200     | ...         | Šilka         | ... (Rusko)         |
| 17.  | Bajdrag      | Байдраг гол   | 295      | 28 300     | ...         | Bón Cagán núr | Bácagán (Mongolsko) |
| 18.  | Šišchid      | Шишхид гол    | 284      | 58 700     | ...         | Malý Jenisej  | ... (Rusko)         |
| 19.  | Bulgan       | Булган гол    | 250      | 50 000     | ...         | Ulungur       | ... (Čína)          |
| 20.  | Chalchyn     | Халхын гол    | 233      | 17 000     | 25          | Buir núr      | ... (Mongolsko)     |
| 21.  | Minz         | Минз гол      | 192      | 13 800     | ...         | Čikoj         | ... (Rusko)         |
| 22.  | Cöch         | Цөх гол       | 100      | 46 200     | ...         | Selenga       | ... (Rusko)         |